# Ширинци, Анжело
Анжело Ширинци (англ. Angelo Schirinzi; род. 5 ноября 1972, Базель) — швейцарский тренер по пляжному футболу, ранее — игрок. Выступал за сборную Швейцарии. Вице-чемпион мира 2009 года. Тренировал сборные Швейцарии и Таити. Кавалер ордена Таити Нуи. Лучший тренер мира по пляжному футболу 2022 года. Действующий тренер клуба «Кристалл» (Санкт-Петербург).

## Биография
Родился в Базеле. Выступал за футбольные клубы «Нордштерн» и «Золотурн» в низших лигах Швейцарии. Являлся членом студенческой сборной Швейцарии футболу.
Впервые познакомился с пляжным футболом в 2000 году когда увидел трансляцию Евролиги с участием Эрика Кантона. На следующий день после матча он приехал в Монако, где встретился с президентом Всемирной организации пляжного футбола Жоаном Куско, обсудив возможность участие Швейцарии в Евролиге в следующем сезоне. В 2001 году в составе футбольной команды «Риэн» побывал на тренировочном сборе на Таити, ознакомился с игрой в пляжный футбол. В итоге к 30 годам он решается сосредоточился на игре в пляжный футбол.
В 2001 году вместе со сборной Швейцарии отправился на Кубок Европы, где команда выиграла одну из трёх игр и заняла шестое место.
Первым крупным успехом в составе сборной стала победа в Кубке Европы 2005 года, который прошёл в Москве. В 2009 году вместе с командой вышел в финал чемпионата мира, где швейцарцы уступили Бразилии (5:10). Впоследствии играл на мундиалях 2011 и 2015 годов. Всего за сборную Швейцарии провёл более 300 матчей.
В 2007 году вместе со Стефаном Мейером и Деяном Станковичем получил статус профессионала от Швейцарской ассоциации пляжного футбола. Впоследствии стал играющим тренером. Свою первую тренерскую лицензию получил в возрасте 16 лет. В 25 лет получил лицензия УЕФА категории «А», а к 35 годам — лицензию категории «Pro». Проходил обучение в таких клубах как «Базель», «Грассхопер», «Байер» и московский «Спартак». В 2008 году получил статус «инструктора ФИФА». Является партнёром Швейцарской федерации пляжного футбола. С 2008 года швейцарец провел более 35 семинаров по пляжному футболу в качестве эксперта ФИФА.
На клубом уровне в 2008 году играл за «Червию» в чемпионате Италии. В этом же году консультировал клуб «Мир-Комвек» (Ростов-на Дону) в составе которого в качестве игрока принял участие в Кубке России.
Поскольку Швейцария не прошла квалификацию на чемпионат мира 2013 года, то Ширинци принял предложение возглавить Таити на домашнем для них мундиале. За месяц до мундиаля вместе с «Сабле Данерс» (Берн) с таитянцами Торохия, Заверони и Тайаруи в составе привёл команду к победе в чемпионате и кубке Швейцарии. На мундиале таитянцы сенсационно заняли четвёртое место. Благодаря этому успеху он был награждён орденом Таити Нуи. Впечатавшись мастерством владения мячом Джонатана Торохиа, Ширинци одним из первых начал применять тактическую схему с активным использованием вратаря как полевого.
В 2021 году привёл сборную Швейцарии к бронзовым наградам чемпионата мира в Москве. Тем не менее на следующем мундиале в Дубае команда участвовала, проиграв в квалификации.
Неоднократно являлся тренером санкт-петербургского «Кристалла». Впервые в 2012 году, а впоследствии в 2018 году. Контракт швейцарца с клубом был приостановлен по взаимному согласию сторон в мае 2022 года. Спустя два года, мае 2024 года, стало известно, что Ширинци возвращается в «Кристалл». Под его руководством «Кристалл» становился трёхкратным чемпионом России, четырёхкратным обладателем Кубка России, а также двукратным обладателем Кубка европейских чемпионов.
По итогам 2022 года Ширинци был признан лучшим тренером мира по пляжному футболу, а в 2014, 2016, 2018, 2019, 2021 годах включался в число трёх лучших наставников.

## Семья
Воспитывает трёх дочерей трёх дочерей. Отец живёт в городе Фрик и также занимается развитием пляжного футбола.

## Достижения
Как игрок
- Победитель Кубка Европы: 2005
- Финалист Кубка Европы: 2008, 2009
- Финалист чемпионата мира: 2009

Как тренер:
- Бронзовый призёр чемпионата мира: 2021
- Бронзовый призёр Европейских игр: 2019
- Победитель Кубка Лагоса: 2016
- Финалист Межконтинентального кубка: 2015
- Бронзовый призёр Межконтинентального кубка: 2011
- Чемпион Швейцарии: 2013, 2014
- Победитель Кубка Швейцарии: 2013
- Чемпион России: 2018, 2019, 2021
- Победитель Кубка России: 2018, 2019, 2020, 2021
- Победитель Суперкубка России: 2018, 2024
- Победитель Кубка европейских чемпионов: 2020, 2021
- Победитель Inter Cup: 2018